# Som (keresztnév)
A Som a som növény nevéből származó régi magyar személynév.

## Rokon nevek
- Soma:[1] a nyelvújítás korában alkotott név szintén a som szóból, a Kornél magyarítására, abból a feltevésből kiindulva, hogy a Kornél egy ’somfa’ jelentésű szó származéka. A Soma nevet később a Samu és a Sámuel helyettesítésére is használták.[2]

## Gyakorisága
Az 1990-es években a Som szókványos név, a Soma a 80-as évektől kezdve egyre népszerűbb, de még ritka név volt, a 2000-es években a Som nem szerepel a 100 leggyakoribb férfinév között, a Soma a 70-86. helyen áll.

## Névnapok
Som, Soma
- július 3.[2]
- szeptember 16.[2]

## Híres Somok, Somák
- Orlai Petrich Soma festő
- Zámbori Soma színész
- Hajnóczy Soma (bűvész)
- Kolozsi Soma basszusgitáros (Raklap együttes)